# Шорин, Василий Григорьевич
Василий Григорьевич Шорин — именитый московский купец, который вошёл в историю России прежде всего как защитник интересов русских предпринимателей в противостоянии с иноземными негоциантами.
Точные даты рождения и смерти неизвестны; летописи сохранили, что В. Г. Шорин жил в середине XVII века и вёл обширную торговлю; его приказчики торговали по Волге и в Сибири. В Нижнем Новгороде у него были соляные промыслы.
Шорин был врагом иноземных купцов, старался им вредить, где только мог, и в этом немало успел. Когда был уже почти готов торговый договор между герцогом Голштинским и царем Михаилом Фёдоровичем, Шорин распустил среди бояр слух, будто бы у герцога Голштинского нет средств уплатить договорную сумму. Голштинские послы сочли это за бесчестие для своего герцога и подали на Шорина жалобу царю.
В 1646 году он один из первых подписался под известной челобитной всех купцов русских, жаловавшихся на тот ущерб, который причиняет им свободная торговля иностранцев в Русском царстве.
В 1648 году народ разграбил его имущество в Москве и убил бы его самого, если бы ему не удалось вовремя бежать, за то, что он существенно повысил цену на соль.
В 1658 году он был приставлен к таможенным сборам в городе Архангельске и прислал царю Алексею Михайловичу проект об упорядочении торговли в Архангельске и об увеличении таможенных доходов, сущность которого заключалась в мероприятиях, имеющих целью воспрепятствовать иноземцам уклоняться от уплаты пошлин. Кроме того, он предлагал запретить продавать товары в Архангельск прежде их описания и обложения пошлиной, которые должны производиться в то время, когда товары свозятся с кораблей на берег и складываются в амбары, так чтобы ничего нельзя было утаить. Затем Шорин предполагал запретить иноземцам продавать лучшие товары в частные руки, прежде чем будут удовлетворены потребности в них царя, а наблюдение за взысканием пошлин передать гостям, предоставив в их распоряжение выборных целовальников, по человеку из шести городов: Ярославля, Вологды, Устюга, Костромы, Еренска и Сольвычегодска, которые ведут бойкую торговлю с иностранцами, а тяготы служебной не несут никакой. Воевод же от сбора пошлин устранить. Проект был одобрен царем Алексеем Михайловичем.
Состоя у таможенного сбора, Шорин стал облагать иноземные товары такими высокими пошлинами и так притеснял иноземцев, что в 1659 году голландские и гамбургские купцы подали на него жалобу царю. Впоследствии царь в наказах сборщикам пошлин нередко говорил, чтобы они налагали пошлины справедливо и не притесняли иноземцев, как Шорин.
В 1662 году Шорин навлек на себя подозрение народа в изготовлении фальшивых денег: имущество его в Москве опять было разграблено народом и сам он едва не был убит.
В 1669 году несколько стругов его с товарами на Волге были разграблены Стенькой Разиным. Различные несчастья, которые обрушивались на Василия Григорьевича Шорина столько раз, должны были дурно отразиться на его благосостоянии, и действительно, в 1673 году его имущество в Астрахани, которое состояло из погреба, лавок и «каменной палатки», было отобрано в казну за многие недоимки.